# Welzheim
Welzheim ist eine Stadt und ein Luftkurort in Baden-Württemberg, im Welzheimer Wald, 40 km östlich von Stuttgart.

## Geographie
Welzheim hat Anteil an den Naturräumen Schurwald und Welzheimer Wald sowie Schwäbisch-Fränkische Waldberge.

### Stadtgliederung
Auf der Gemarkung Welzheim liegen die Kernstadt Welzheim und 24 weitere separat gelegene Ortsteile (Weiler, Höfe und Häuser); die Weiler Aichstrut, Birkachhof, Breitenfürst, Eberhardsweiler, Eckartsweiler, Eselshalden, Gausmannsweiler, Langenberg, Lettenstich, Obersteinenberg, Schafhof, Seiboldsweiler, Steinbruck, Taubenhof und Vorderhundsberg, die Höfe Bausche (Obere und Untere Bausche), Neuhof und Obermühle und die (Einzel-)Häuser Aichstruter Sägmühle, Berghof, Eckartsweiler Sägmühle, Ebnisee, Eierhof, Halde, Klingenmühle, Lachenäcker, Laufenmühle, Leinhalde, Ölmühle und Rübäcker.
Diese Ortsteile – mit Ausnahme der Ortsteile Aichstruter Sägmühle und Obermühle – werden in der Hauptsatzung der Stadt Welzheim als Stadtteile geführt. Die offizielle Benennung der Stadtteile erfolgt in der Form „Welzheim-…“. In Welzheim wurde vor der Kommunalwahl 2019 die Unechte Teilortswahl gemäß baden-württembergischer Gemeindeordnung abgeschafft. Die Sitzzahl im Gemeinderat entspricht den gesetzlichen Regelungen entsprechend der Einwohnerzahl. 23 Stadtteile umfasst die Stadt Welzheim: Klingenmühle, Laufenmühle, Breitenfürst, Birkachhof, Neuhof, Bausche, Eselshalden, Langenberg, Lettenstich, Obersteinenberg, Steinbruck, Taubenhof, Vorderhundsberg, Aichstrut, Eberhardsweiler, Leinhalde, Schafhof, Eckartsweiler, Gausmannsweiler, Seiboldsweiler, Eierhof und Ebnisee.

### Wüstungen
Im Stadtgebiet liegen die abgegangenen Ortschaften Brandweinhäusle, Cunenweiler, Gausmannsweiler Sägmühle, Glasern (nicht mit Sicherheit), Koppenmühle, Krähenhof, Obere Aichstruter Sägmühle, Rumischweiler, Tierbad, Untere Mühle und der unauffindbare Burgstall bei Gausmannsweiler.

### Flächenaufteilung
Nach Daten des Statistischen Landesamtes, Stand 2014.

### Nachbargemeinden
Welzheim grenzt (im Uhrzeigersinn) an die Gemeinden Kaisersbach, Alfdorf, Plüderhausen, Urbach, Schorndorf und Rudersberg.

## Geschichte

### Altertum

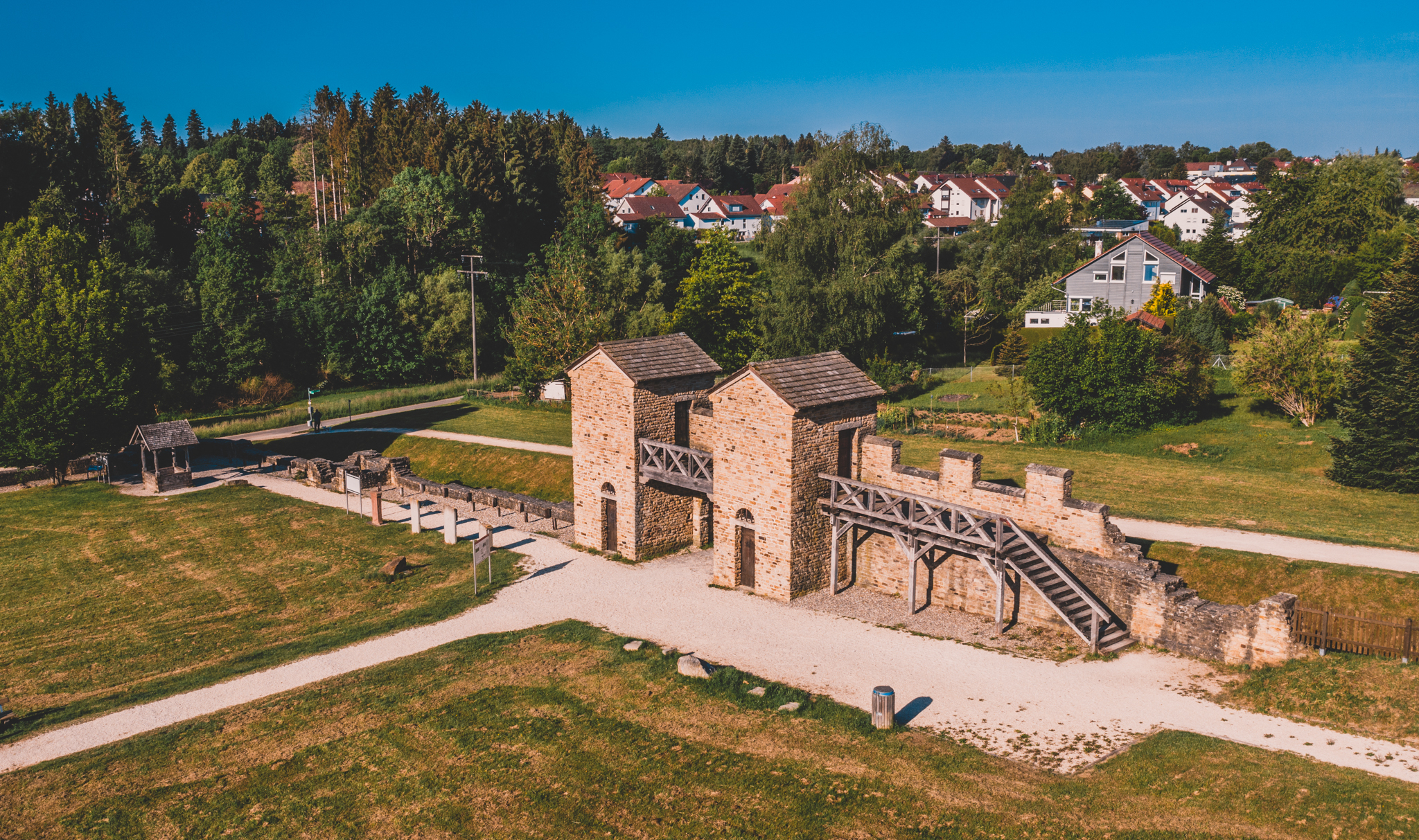
Das bis 1983 rekonstruierte Westtor am Ostkastell von Welzheim

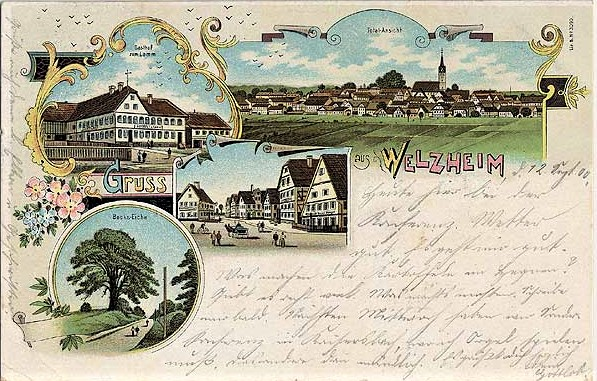
Welzheim um 1900

Die Geschichte von Welzheim reicht zurück bis in die Zeit des römischen Reiches: Um 160 n. Chr. errichteten die Römer hier im Zuge des Baus der Grenzanlage Obergermanisch-Raetischer Limes einen Kastellort. Zwischen den beiden Kastellen und südlich des Westkastells entstand in den folgenden Jahren außerdem eine zivile Siedlung. Dieser Vicus lag also etwas südlich des mittelalterlichen und neuzeitlichen Welzheim. Zur 800-Jahr-Feier der Stadt im Jahre 1980 wurde das kleinere Ostkastell rekonstruiert und im Jahr 1993 durch einen archäologischen Park ergänzt; die Reste des Westkastells wurden im 20. Jahrhundert überbaut.
Nach dem Abzug der Römer spätestens im Jahre 260 n. Chr. liegt die Geschichte der Siedlung bis zur ersten Erwähnung im Jahre 1181 im Dunkeln. Die Fortsetzung des antiken Ortsnamens *Castra Valentiana/Valentiniana im hochmittelalterlichen Namen Wallenzin setzt indes Siedlungskontinuität in der Völkerwanderungszeit und im frühen Mittelalter voraus. Im Jahr 1266 erhielt Welzheim das Stadtrecht. Der Ort wird später als Dorf oder Marktflecken bezeichnet. Die Verleihung des Stadtrechts wurde am 13. Mai 1840 bestätigt.

### Mittelalter
Die älteste urkundliche Erwähnung stammt aus dem Jahr 1181 als „Wallenzin“, auch „Wallinzin“. Spätere Namensformen sind dann (1355) „Wallenzingen“, 1446 „Walzen“, 1473 „Walzan,“ hierauf „Welnze“ und „Welzen“. Der Ortsname „Wallenzin“ wird auf lateinisch *Castra Valentiana oder *Castra Valentiniana (Lager des Valentius oder Valentinus) zurückgeführt, den mutmaßlichen Namen des römischen Welzheim.
Weitere historische Namensformen sind „Weltzach“ (auf einer Karte Gerhard Mercators von 1585), „Weltza“ (1592), „Weltzah“ (1596), und Weltzheim (1700).
1499 wurde die vermutlich neuerbaute Sankt-Gallus-Kirche geweiht. Am 13. Juni 1556 brannten große Teile Welzheims sowie das Schloss ab.

### Bestandteil von Württemberg
Welzheim war ein reichsfreies Territorium, das als württembergisches Reichsafterlehen ab 1335, spätestens ab 1379 den Schenken von Limpurg gehörte, dessen eine Hälfte sie spätestens 1379, die andere Hälfte 1418 den Grafen von Württemberg zu Lehen auftrugen. Der evangelische Herzog Eberhard Ludwig hatte Wilhelmine von Grävenitz im Jahr 1707, nachdem ihr Bruder Friedrich Wilhelm von Grävenitz sie nach Stuttgart geholt hatte, dieser seiner neuen Mätresse zusammen mit ihrem Bruder ein Wiener Grafendiplom als Personalisten vermittelt, da keiner von beiden über eine reichsunmittelbare Herrschaft verfügte. Mit dem Wiener Diplom stand es den beiden offen, die Reichsstandschaft und den Reichsgrafenstand zu erlangen. Am 13. November 1718 schenkte der Herzog Wilhelmine, die im Jahr 1711 in einer Scheinehe Gräfin Würben/Wrbna wurde, die reichsunmittelbare Herrschaft Welzheim, die nach Erlöschen des Hauses Limpurg im Mannesstamm 1713 an Württemberg zurückfiel. Da Wilhelmine die Herrschaft als Kunkellehen halten wollte, wurde ihr Bruder zusammen mit ihr 1726 damit belehnt. Diesem gelang es, dem Fränkischen Reichskreis beizutreten. Er wurde 1728 wegen Welzheim in das Fränkische Reichsgrafenkollegium aufgenommen und hatte als Reichsgraf Sitz und Stimme auf dem Reichstag. Inzwischen hatte die Grävenitz-Herrschaft schon ein Vierteljahrhundert angedauert und großen Widerstand im Territorium Württemberg verursacht. Als Herzog Eberhard Ludwig 1733 verstarb, inhaftierte der Nachfolger, der katholische Herzog Karl Alexander, die gesamte Grävenitz-Verwandtschaft am Hof. Friedrich Wilhelm von Grävenitz, der Bruder der sofort vertriebenen Wilhelmine, schloss mit dem neuen Herzog einen Vergleich: Gegen eine Entschädigung von 65.000 Gulden trat er alle seine Güter an Württemberg ab und verlor somit die Reichsstandschaft.
Nach Akten des Landesarchivs Stuttgart Abt. Hauptstaatsarchiv Stuttgart, Findbuch A 441 L, wurde die Herrschaft Welzheim unmittelbar nach Wilhelmines Sturz 1733 von Württemberg mediatisiert und war dann bis 1807 ein Kammerschreiberei-Oberamt.

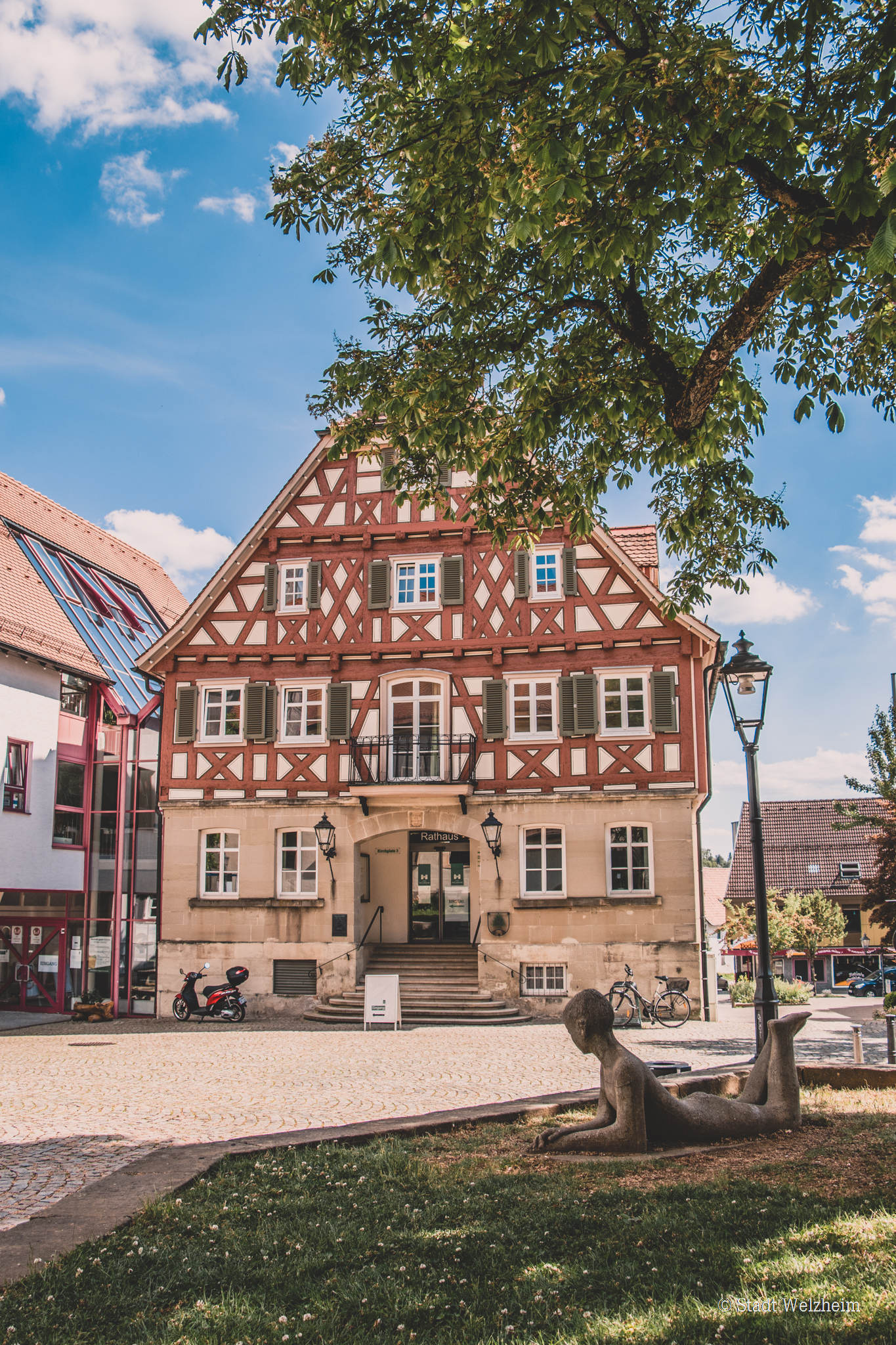
Rathaus von 1731

Am 5. September 1726 zerstörte eine zweite große Brandkatastrophe fast die ganze Stadt. Auch die Kirche brannte bis auf die Grundmauern nieder; sie wurde in der Folge wieder aufgebaut. Das Rathaus wurde 1731 neu erbaut.
Der Dichter Justinus Kerner lebte zwischen 1812 und 1816 in Welzheim.
Ein Jahr nach der Gründung des Königreichs Württemberg wurde Welzheim 1807 Sitz des gleichnamigen Oberamtes. Dies blieb so bis 1938, jedoch mit einer Unterbrechung von 1810 bis 1819, als sich die Verwaltung des Oberamts in Lorch befand. Welzheim war bis 1977 auch Sitz eines Kirchenbezirks der Evangelischen Landeskirche in Württemberg. 1911 wurde Welzheim als Endstation der Wieslauftalbahn an das Netz der Württembergischen Eisenbahn angeschlossen.

### NS-Zeit
Bei der Kreisreform während der NS-Zeit in Württemberg kam Welzheim 1938 zum Landkreis Waiblingen.
Während der Zeit des Nationalsozialismus gab es in der Stadt das Schutzhaftlager Welzheim, bis heute oftmals euphemistisch als „Polizeigefängnis“ bezeichnet. Der prominenteste Häftling dort dürfte der Kommunist und Gewerkschafter Friedrich Schlotterbeck gewesen sein, der der Widerstandsgruppe Schlotterbeck aus Luginsland angehörte. Etwa 10.000 bis 15.000 Häftlinge haben das Lager durchlaufen. Auf dem Friedhof, es sind dort 35 KZ-Opfer begraben, erinnert ein Gedenkstein an das Geschehen.

### Nachkriegszeit
Gegen Ende des Zweiten Weltkriegs eroberten amerikanische Soldaten die Stadt. Welzheim wurde Teil der Amerikanischen Besatzungszone und gehörte somit 1945 zum neu gegründeten Land Württemberg-Baden, das 1952 im jetzigen Bundesland Baden-Württemberg aufging.
Durch die Kreisreform in Baden-Württemberg gelangte Welzheim am 1. Januar 1973 zum Rems-Murr-Kreis.
Seit 1986 wird der Stadtkern saniert. 1991 überstieg die Einwohnerzahl erstmals die Zahl 10.000 und im selben Jahr erlangte Welzheim das Prädikat Luftkurort wieder. Im Jahre 2000 begann man mit dem Bau der Umgehungsstraße.
In Breitenfürst hat am Abend des 26. Mai 2010 eine Windhose für Verwüstungen gesorgt. Umgestürzte Bäume beschädigten unter anderem ein Gartenhaus, zudem wurde ein Wartehäuschen an einer Bushaltestelle sowie ein Wohnwagen weggerissen.

## Kirchen und Religionsgemeinschaften

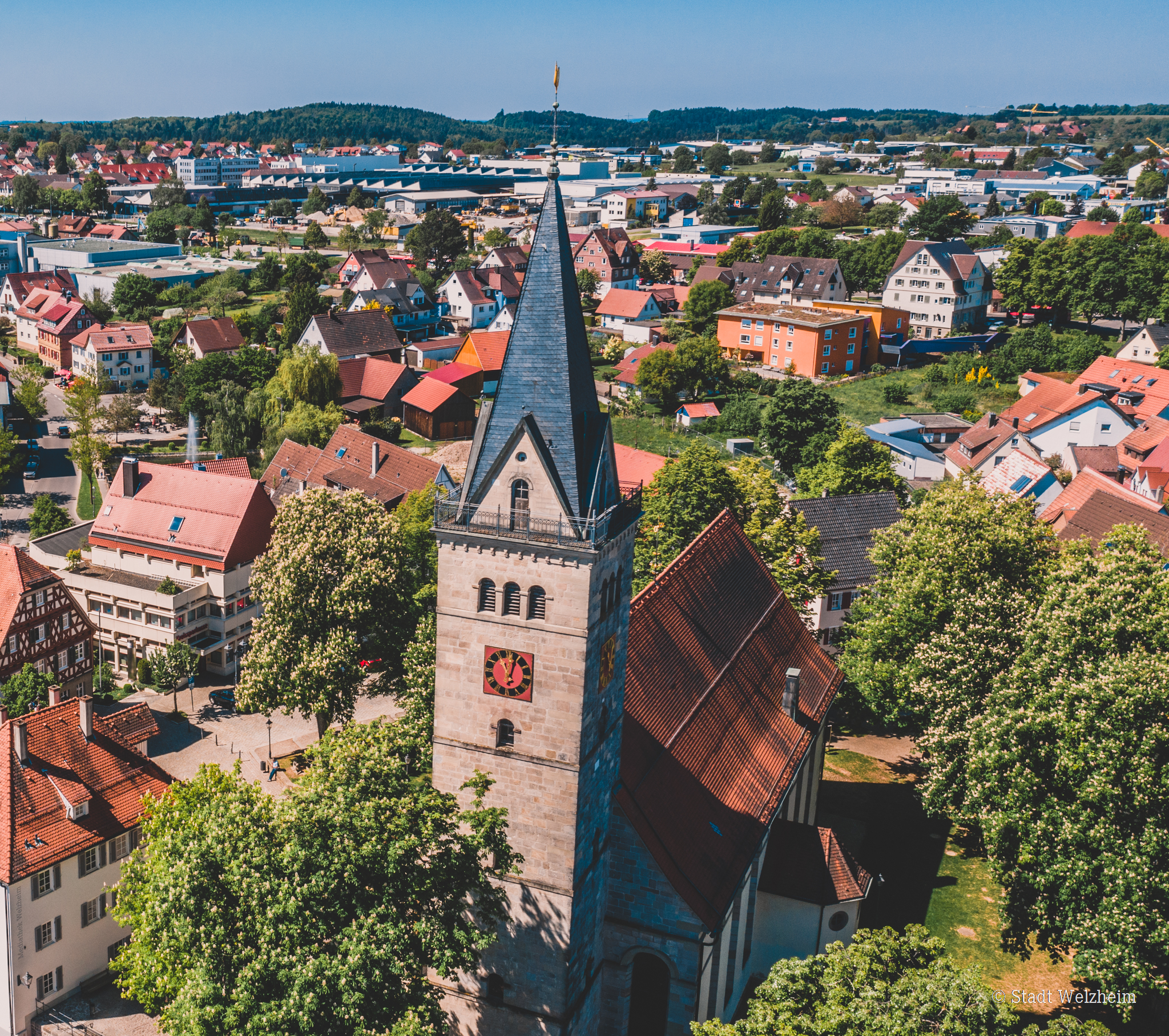
Sankt-Gallus-Kirche

### Evangelische Kirche
Die heute evangelische St.-Gallus-Kirche wurde 1181 erstmals erwähnt. Die Kirche gehörte seit der Zeit König Konrads III. zum Kloster Lorch, welches 1534 durch Herzog Ulrich der Reformation unterzogen wurde. Die Kirchengemeinde gehörte bis 1977 zum Kirchenbezirk Welzheim und seitdem zum Kirchenbezirk Schorndorf.

### Katholische Kirche
Die 1960 entstandene katholische Pfarrei der Christkönigskirche gehört zum Dekanat Rems-Murr.

### Weitere Religionsgemeinschaften
Es gibt zudem einen CVJM, die Süddeutsche Gemeinschaft, mehrere freikirchliche Gemeinden (Evangelisch-Freikirchliche Gemeinde – Baptisten, Evangelisch-methodistische Kirche, Neuapostolische Kirche, Evangelischer Brüderverein) sowie eine Moschee.

## Politik

### Gemeinderat
In Welzheim wird der Gemeinderat nach dem Verfahren der unechten Teilortswahl gewählt. Dabei kann sich die Zahl der Gemeinderäte durch Überhangmandate verändern. Der Gemeinderat in Welzheim hat nach der letzten Wahl 22 Mitglieder (vorher 20). Die Kommunalwahl am 9. Juni 2024 führte zu folgendem Endergebnis. Der Gemeinderat besteht aus den gewählten ehrenamtlichen Gemeinderäten und dem Bürgermeister als Vorsitzendem. Der Bürgermeister ist im Gemeinderat stimmberechtigt.
| Parteien und Wählergemeinschaften | Parteien und Wählergemeinschaften           | % 2024  | Sitze 2024 | % 2019  | Sitze 2019 | % 2014  | Sitze 2014 | Kommunalwahl 2024 %3020100 23,5227,2025,4711,0112,80 WBFFWCDUSPDPiratenGewinne und Verlusteim Vergleich zu 2019 %p 6 4 2 0 −2 −4 −6−4,82+1,03+3,91−4,84+4,72WBFFWCDUSPDPiraten |
| WBF                               | Welzheimer Bürger Forum                     | 23,52   | 5          | 28,34   | 6          | 31,23   | 6          | Kommunalwahl 2024 %3020100 23,5227,2025,4711,0112,80 WBFFWCDUSPDPiratenGewinne und Verlusteim Vergleich zu 2019 %p 6 4 2 0 −2 −4 −6−4,82+1,03+3,91−4,84+4,72WBFFWCDUSPDPiraten |
| FWV                               | Freie Wählervereinigung Welzheim            | 27,20   | 6          | 26,17   | 6          | 24,86   | 5          | Kommunalwahl 2024 %3020100 23,5227,2025,4711,0112,80 WBFFWCDUSPDPiratenGewinne und Verlusteim Vergleich zu 2019 %p 6 4 2 0 −2 −4 −6−4,82+1,03+3,91−4,84+4,72WBFFWCDUSPDPiraten |
| CDU                               | Christlich Demokratische Union Deutschlands | 25,47   | 6          | 21,56   | 5          | 25,75   | 5          | Kommunalwahl 2024 %3020100 23,5227,2025,4711,0112,80 WBFFWCDUSPDPiratenGewinne und Verlusteim Vergleich zu 2019 %p 6 4 2 0 −2 −4 −6−4,82+1,03+3,91−4,84+4,72WBFFWCDUSPDPiraten |
| SPD                               | Sozialdemokratische Partei Deutschlands     | 11,01   | 2          | 15,85   | 3          | 18,17   | 4          | Kommunalwahl 2024 %3020100 23,5227,2025,4711,0112,80 WBFFWCDUSPDPiratenGewinne und Verlusteim Vergleich zu 2019 %p 6 4 2 0 −2 −4 −6−4,82+1,03+3,91−4,84+4,72WBFFWCDUSPDPiraten |
| PIRATEN                           | Piratenpartei Deutschland                   | 12,80   | 3          | 8,08    | 2          | —       | —          | Kommunalwahl 2024 %3020100 23,5227,2025,4711,0112,80 WBFFWCDUSPDPiratenGewinne und Verlusteim Vergleich zu 2019 %p 6 4 2 0 −2 −4 −6−4,82+1,03+3,91−4,84+4,72WBFFWCDUSPDPiraten |
| gesamt                            | gesamt                                      | 100,0   | 22         | 100,0   | 22         | 100,0   | 20         | Kommunalwahl 2024 %3020100 23,5227,2025,4711,0112,80 WBFFWCDUSPDPiratenGewinne und Verlusteim Vergleich zu 2019 %p 6 4 2 0 −2 −4 −6−4,82+1,03+3,91−4,84+4,72WBFFWCDUSPDPiraten |
| Wahlbeteiligung                   | Wahlbeteiligung                             | 61,52 % | 61,52 %    | 58,15 % | 58,15 %    | 49,66 % | 49,66 %    | Kommunalwahl 2024 %3020100 23,5227,2025,4711,0112,80 WBFFWCDUSPDPiratenGewinne und Verlusteim Vergleich zu 2019 %p 6 4 2 0 −2 −4 −6−4,82+1,03+3,91−4,84+4,72WBFFWCDUSPDPiraten |

### Bürgermeister
Seit dem 1. Juni 2010 ist Thomas Bernlöhr Bürgermeister, der das Amt von Hermann Holzner übernahm.

### Wappen
| Wappen der Stadt Welzheim | Blasonierung: „In Silber (Weiß) auf grünem Hügel eine grüne Tanne.“ |
| Wappen der Stadt Welzheim | Wappenbegründung: Das Wappen ist traditionell und hat sich im Laufe der Jahre verändert. Bereits das erste bekannte, in einem Abdruck aus dem Jahre 1735 überlieferte Siegel zeigt eine Tanne als Hinweis auf den Welzheimer Wald. Diese teils aus einem „Boden“ oder Schildfuß, später durchweg aus einem die Höhenlage der Stadt andeutenden grünen Hügel wachsende grüne Tanne wurde nach einer Beschreibung von 1875 zunächst im goldenen, seit dem Jahre 1855 aber durchweg im silbernen Schild geführt. Es kann somit auch als redendes Wappen bezeichnet werden. |

### Banner
|  | 00Banner: „Das Banner ist grün-weiß gespalten mit dem aufgelegten Wappen oberhalb der Mitte.“ |

## Kultur und Sehenswürdigkeiten

### Baumdenkmal
Das Baumdenkmal für die Deutsche Einheit am Aichstrutsee  wurde am 3. Oktober 2014 gepflanzt. In der Mitte steht eine Bank mit Blick über den See in die Landschaft.

## Wirtschaft und Infrastruktur

### Verkehr
Welzheim war seit 1911 Endpunkt der Wieslauftalbahn von Schorndorf. Die Königlich Württembergischen Staats-Eisenbahnen erbauten das Bahnhofsgebäude als Einheitsbahnhof vom Typ IIIb. Heute wird die Station nur an Sonn- und Feiertagen zwischen Mai und Oktober und in der Adventszeit von Touristikzügen der Schwäbischen Waldbahn nach einem besonderen Fahrplan angefahren.
Der Öffentliche Personennahverkehr wird durch den VVS sichergestellt. Ab dem Bahnhof Schorndorf, Endpunkt der S-Bahn-Linie S2 von Stuttgart her, besteht eine gute Busverbindung. Die nächsten Bahnhöfe befinden sich in Rudersberg-Oberndorf (Regionalbahnen nach Schorndorf), sowie in Lorch und Waldhausen, diese in ca. 14 km Entfernung an der Remsbahn (Stuttgart–Aalen).
Durch die Gemeinde führen die Landesstraßen L 1080, L 1150 und L 1155. Der nächste Autobahnanschluss ist in Mundelsheim an der Bundesautobahn 81 in ca. 40 km Entfernung über Backnang.

### Radfernwege
Durch den Ort führt der Deutsche Limes-Radweg. Er folgt dem Obergermanisch-Raetischen Limes über 818 km von Bad Hönningen am Rhein nach Regensburg an der Donau.

### Fernwanderwege
Welzheim liegt am Limes-Wanderweg des Schwäbischen Albvereins, einem Teilabschnitt des Deutschen Limes-Wanderwegs.

### Freizeiteinrichtungen

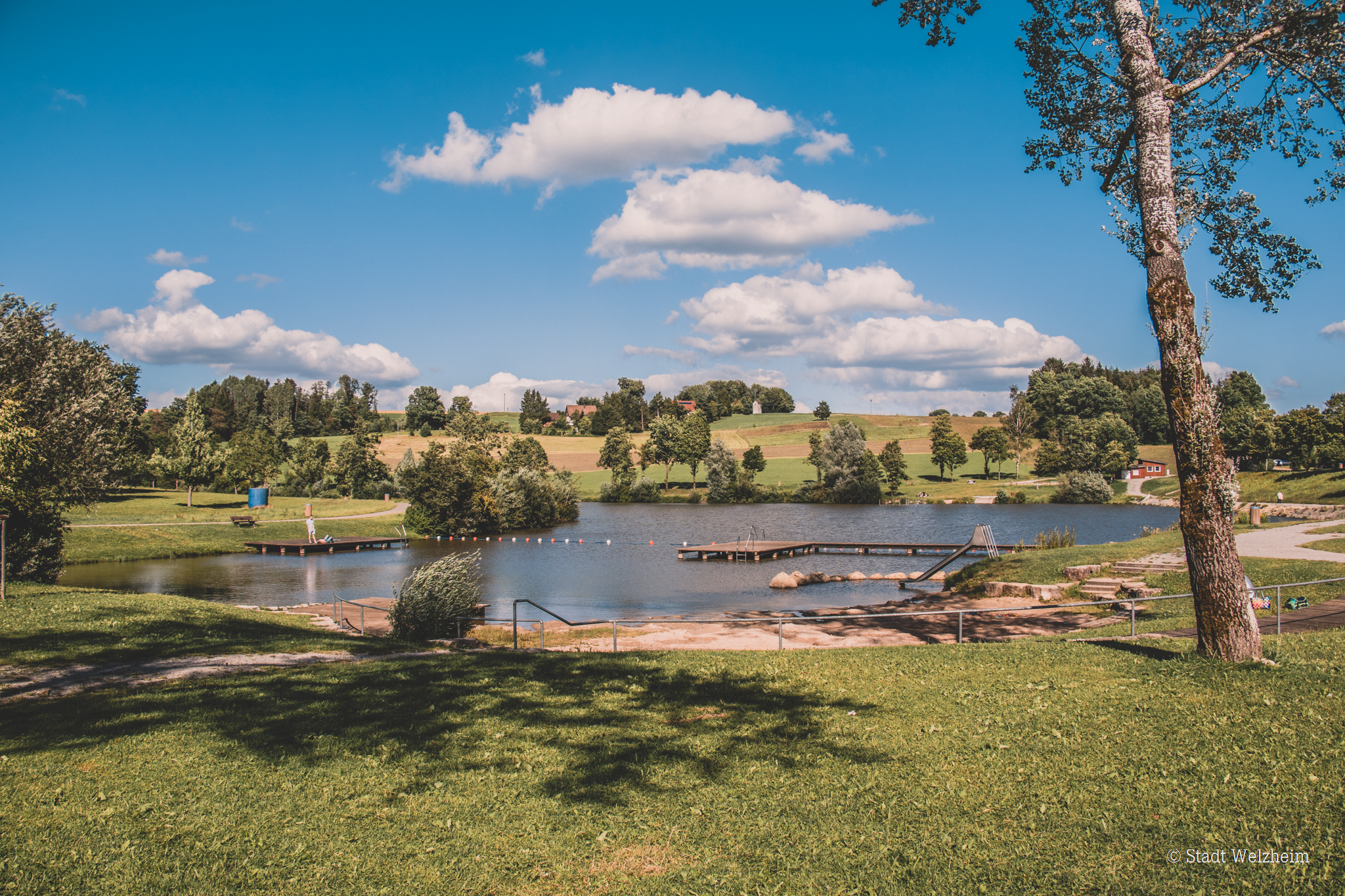
Aichstruter Stausee

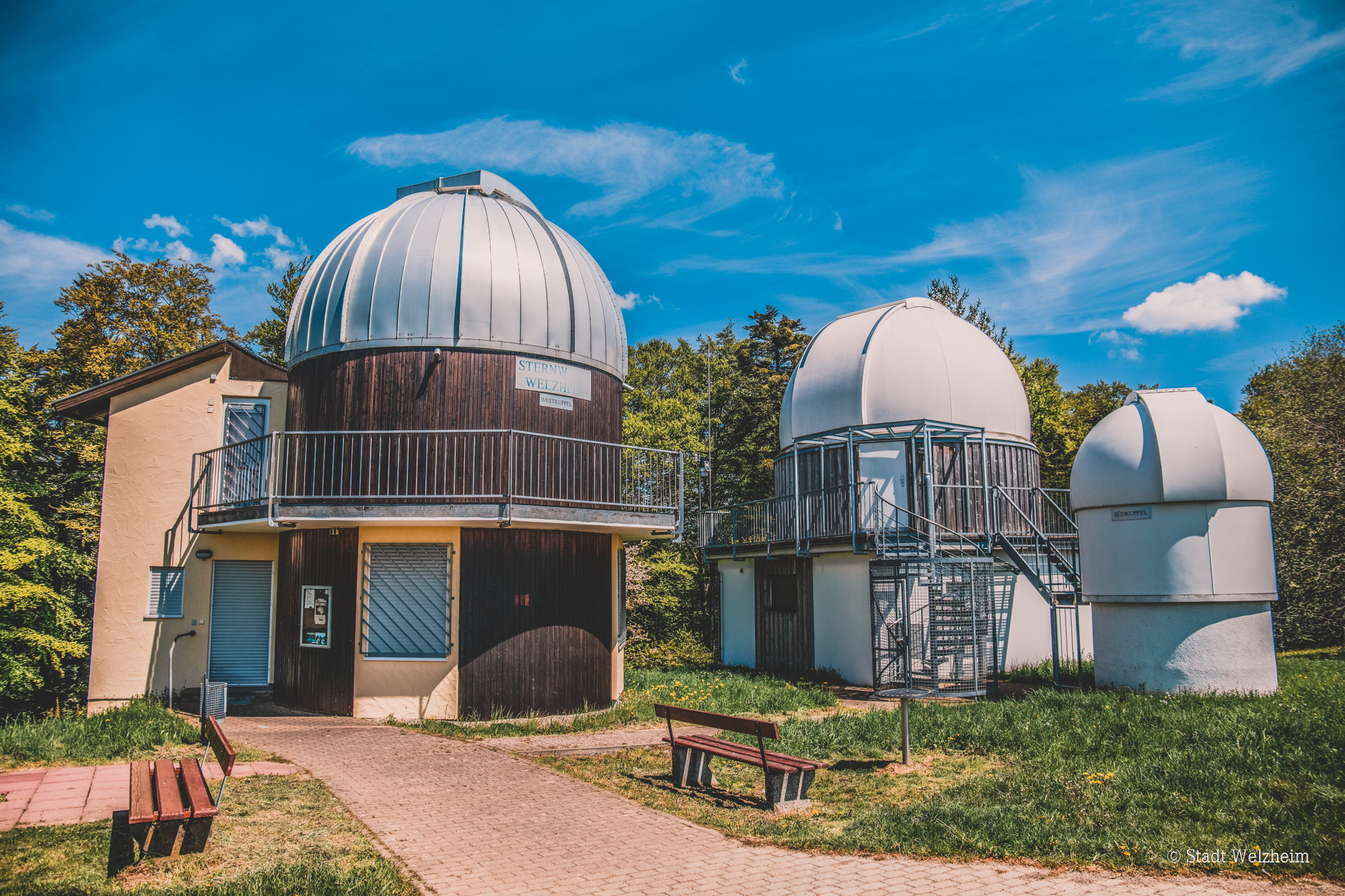
Sternwarte bei Welzheim-Langenberg

Den Mittelpunkt der Stadt bildet der Kirchplatz mit der evangelischen St.-Gallus-Kirche. Welzheim verfügt über viele Gasthäuser, Sporteinrichtungen, einen Stadtpark, einen Trimm-dich-Pfad mit 2,6 km quer durch das an den Stadtpark grenzende Waldgebiet sowie bis 2020 ein selbst verwaltetes Jugendzentrum, das von der Welzheimer Jugendinitiative e. V. betrieben wurde. Am östlichen Stadtrand befindet sich das Segelfluggelände Welzheim. In der Nähe von Welzheim liegt der Freizeitpark Schwabenpark.
Die Umgebung ist von Land- und Forstwirtschaft sowie kleineren Stauseen geprägt, Aichstruter Stausee und auch Ebnisee. Der gehört zwar zu Ebni bzw. Kaisersbach, aber die Gemarkung von Welzheim reicht sehr nahe an das Ostufer, so dass L1120, Hotel Himmelreich und der Kiosk am Ebnisee-Parkplatz, beliebter Motorrad-Treff, zu Welzheim bzw. Gausmannsweiler gehören.

### Schulen
In Welzheim gibt es zwei Grundschulen (Bürgfeldschule und Hofgartenschule), eine Förderschule (Janusz-Korczak-Schule), eine Gemeinschaftsschule (Bürgfeldschule), eine Realschule (Kastell-Realschule) und ein Gymnasium (Limes-Gymnasium). Im Rahmen der Einführung von Ganztagesschulen wurde im Jahr 2007 eine Mensa gebaut (Christian-Bauer-Mensa).

### Sport
Der TSF Welzheim ist mit circa 2300 Mitgliedern in 14 Abteilungen der größte ortsansässige Sportverein. Er bietet ein breites Angebot von verschiedenen Sportarten unter anderem: Badminton, Schach, Fechten, Leichtaltethik, Ski, Handball, Radsport, Tennis, Volleyball und Basketball.
Der erst 2006 gegründete FC Welzheim 06 ist ein reiner Fußballverein mit über 500 Mitgliedern für alle Altersklassen. Beginnend bei den Juniorinnen und Junioren über Aktive Frauen- und Männermannschaften bis hin zu den Senioren (AH) sind viele Teams im aktiven Spielgeschehen. Das Sportgelände des FC Welzheim 06 befindet sich im Tannwald.
In der Schützengilde Welzheim (SGI-Welzheim) finden Schießsport-Begeisterte eine Heimat. Die 1958 gegründete SGI konnte bereits mit einigen Olympiateilnahmen und Meisterschaften (davon 76 deutsche Meistertitel) ihrer Schützen im Junioren und Aktiven Bereich viele Erfolge feiern und war bisher auch immer wieder Ausrichter großer Turniere. Seit Mai 2008 führt die Schützengilde Welzheim das Prädikat „Talentzentrum des Württembergischen Schützenverbandes“.
Im Ortsteil Breitenfürst ist der Fischereiverein Breitenfürst e. V. ansässig. Dieser wurde 1973 gegründet und verfügt mit seinen 26 Mitgliedern über zwei eigene Seen mit jeweils ca. 0,5 ha.
Darüber hinaus gibt es auch den Sportfischerverein Welzheim e. V.
Im Jahr 2008 formierte sich ein Bouler Verein in Welzheim. Seither spielen diese Stadtpark-Bouler Welzheim e. V. aktiv in verschiedenen Ligen und Turnieren und nennen das Boulodrome im Stadtpark ihr Zuhause.

## Persönlichkeiten

### Söhne und Töchter des Ortes
- Marie Kerner (1813–1886), Schriftstellerin und Tochter des Dichters und Arztes Justinus Kerner
- Fritz von Hiller (1844–1918), württembergischer General der Infanterie
- Gotthold Alexander von Erpf (1859–1927), württembergischer Generalleutnant und Kommandeur der 242. (Württembergische) Infanterie-Division im Ersten Weltkrieg
- Paul Schultz (1891–1964), Generalmajor im Zweiten Weltkrieg
- Friedrich Fritz (1906–1979), Politiker (CDU)
- Fritz Hopf (1907–1999), Ingenieur, Unternehmer und Mäzen in Nördlingens Nachkriegs-Kulturleben
- Hans-Walter Zinser (1908–1972), Jurist, Landrat und Richter am Bundesverwaltungsgericht
- Albert Weller (1922–1996), Chemiker
- Siegfried Weller (1928–2019), Unfallchirurg
- Karsten Homrighausen (* 1968), Landesbranddirektor
- Rüdiger Gamm (* 1971), Rechengenie
- Anja Hitzler (* 1983), Bogenschützin

### Personen, die mit dem Ort in Verbindung stehen
- Wilhelmine von Grävenitz (1685–1744), Gräfin und Mätresse von Herzog Eberhard Ludwig, von 1718 bis 1732 gehört ihr das Schloss Welzheim
- Justinus Kerner (1786–1862), Dichter, Arzt und medizinischer Schriftsteller, von 1812 bis 1815 praktischer Arzt in Welzheim
- Gustav Christian Friedrich Scholl (1798–1837), Jurist und Politiker, von 1832 bis 1837 Oberamtmann des Oberamts Welzheim
- Helmut Thumm (1895–1977), Offizier und General der Infanterie, von c. 1938 bis 1977 in Welzheim
- Franz Baum (1926–2010), Bogenschütze, Trainer der bundesdeutschen Nationalmannschaft, Vorstand der Schützengilde Welzheim
- Niko Kappel (* 1995), Leichtathlet (Goldmedaille im Kugelstoßen bei den Paralympischen Spielen 2016 in Rio)
- Marcus Vetter (* 1970), Oscarpreisträger als Filmtonmeister für den Film „Nawalny“[23]

### Ehrenbürger
Die Ehrenbürgerwürde der Stadt Welzheim wurde seit 1886 elfmal verliehen.
Liste der Ehrenbürger mit dem Jahr und Anlass der Verleihung:
- Carl Wilhelm von Heinz (1816–1887), 1886[24] für seine Verdienste als langjähriger Oberamtmann in Welzheim
- Wilhelm Krauß (1859–1938), 1921 für sein langjähriges Engagement für den Fremdenverkehr
- Johannes von Hieber (1862–1951), erhielt bereits 1912 die Ehrenbürgerwürde für seine Verdienste um den Bau der Wieslauftalbahn, diese wurde 1933 aberkannt und 1947 erneut verliehen
- Gottlob Bauknecht (1892–1976), 1952 für seine Verdienste als Industriepionier des Welzheimer Waldes
- Reinhold Maier (1889–1971), 1955 für seine enge persönliche und politische Verbundenheit mit Welzheim
- Friedrich Bauer (1888–1970), 1958 für seine wirtschaftliche Pionierarbeit und seiner Verbundenheit zu Welzheim
- Otto Aichele (1914–2014), 1978, Bürgermeister von 1948 bis 1978, war Vorsitzender mehrere Vereine und des Zweckverbandes Wasserversorgung Menzlesmühle
- Helmut Glock (1919–2000), 1997 für sein Engagement als Heimatforscher
- Eberhard Braun (* 1944), 2007, war 33 Jahre Pfarrer in Welzheim
- Hermann Holzner (* 1947), 2010, 1978–2010 Bürgermeister von Welzheim
- Helmut Hutt (1920–2020), 2010, Unternehmer Firma Christian Bauer